# Humam Tariq
Humam Tariq Faraj Naoush (arab. همام طارق فرج نعوش; ur. 10 lutego 1996 w Bagdadzie) – iracki piłkarz grający na pozycji ofensywnego pomocnika. Od 2018 jest zawodnikiem klubu Esteghlal Teheran.

## Kariera piłkarska
Swoją karierę piłkarską rozpoczął w klubie Al-Quwa Al-Jawiya, w którym w 2010 roku zadebiutował w pierwszej lidze irackiej.
W 2014 roku przeszedł do Shabab Al-Ahli Dubaj, jednak nie zadebiutował w nim. Latem 2014 trafił do Al Dhafra FC. 15 października 2014 zadebiutował w nim w zremisowanym 1:1 domowym meczu z Emirates Club. W Al Dhafra spędził rok.
W 2015 roku wrócił do Al-Quwa Al-Jawiya. W sezonie 2014/2015 wywalczył z nim wicemistrzostwo Iraku, a w sezonie 2015/2016 zdobył Puchar Iraku. W sezonie 2016/2017 został mistrzem tego kraju.
W 2018 roku został zawodnikiem irańskiego Esteghlalu Teheran. Zadebiutował w nim 16 sierpnia 2018 w przegranym 0:1 wyjazdowym meczu z Pars Jonoubi Jam.

## Kariera reprezentacyjna
W reprezentacji Iraku zadebiutował 30 grudnia 2012 w przegranym 1:2 towarzyskim meczu  z Tunezją. W 2015 roku zajął z Irakiem 4. miejsce w Pucharze Azji 2015. W 2016 roku został powołany do kadry na Igrzyska Olimpijskie w Rio de Janeiro, a w 2019 na Puchar Azji 2019.